# Gallus, Frankfurt am Main
Gallus är en stadsdel i Frankfurt am Main, Tyskland. Tidigare var det en självständig stad i södra Hessen. 
Med sina 26 287 invånare (2008) är Gallus den sjätte största stadsdel i Frankfurt.